# Fuhlsbüttel Nord
Fuhlsbüttel Nord – stacja metra hamburskiego na linii U1. Stacja została otwarta 1 lipca 1921. 

## Położenie
Stacja Fuhlsbüttel Nord znajduje się na linii U1 tuż przy granicy dzielnicy Fuhlsbiittel do Hamburgu-Langenhorn. Stacja posiada jeden peron wyspowy na nasypie. Jedyne wyjście prowadzi z północnego końca peronu do małego budynku, z której schody prowadzą na Flughafenstraße. Na północ od stacji znajduje się tor powrotny, który jest używany do zawracania i poszczególnych jednostkowych przypadkach awarii.
Brak windy powoduje, że ten przystanek nie jest przystosowany dla osób niepełnosprawnych.